# Morgan Lake
Morgan Alexandra Lake (* 12. Mai 1997 in Reading, England) ist eine britische Hochspringerin, die zu Beginn ihrer Karriere auch im Siebenkampf an den Start ging. 

## Sportliche Laufbahn
Bereits in jungen Jahren war Morgan Lake sehr erfolgreich. Sie stellte mehrere britische Rekorde im Kinder- und Jugendalter im Hochsprung und im Siebenkampf auf. 2013 nahm sie an den Jugendweltmeisterschaften teil. Als Führende am 1. Tag gab sie den Wettkampf nach sehr schlechtem Weitsprung und Speerwurf auf. 2014 verbesserte sie bei einem Fünfkampf in Växjö den U18-Weltrekord der Schwedin Carolina Klüft auf 4284 Punkte. Im Mai 2014 verbesserte sie zudem den britischen Jugendrekord im Siebenkampf und stellte mit 1,93 m einen neuen britischen Hochsprungrekord auf. Ihre bislang größten Erfolge als Siebenkämpferin waren der Gewinn zweier Goldmedaillen bei den Juniorenweltmeisterschaften in Eugene. Es folgte die Teilnahme im Hochsprung an den Europameisterschaften in Zürich, bei denen sie in der Qualifikation ausschied. Im Jahr 2015 belegte sie bei den Halleneuropameisterschaften in Prag mit 4527 Punkten den neunten Platz. Sie gewann eine weitere Goldmedaille im Hochsprung bei den Junioreneuropameisterschaften mit einer Höhe von 1,91 m. Es folgte eine die Teilnahme an den Weltmeisterschaften in Peking, bei denen sie mit 1,89 m in der Qualifikation ausschied. 2016 wurde sie in Portland bei den Hallenweltmeisterschaften mit 4499 Punkten Siebte im Fünfkampf und konnte den Wettkampf bei den Europameisterschaften in Amsterdam nicht beenden. Bei den Olympischen Spielen in Rio de Janeiro gelangte sie bis in das Finale und belegte dort mit übersprungenen 1,93 m Platz zehn.
2017 nahm Lake erneut an den Halleneuropameisterschaften in Belgrad teil und wurde dort mit 1,85 m Achte. Im August erreichte sie bei den Heimweltmeisterschaften in London mit 1,95 m im Finale den sechsten Platz. Im Jahr darauf wurde sie bei den Hallenweltmeisterschaften in Birmingham mit 1,93 m Vierte und gewann anschließend mit 1,93 m die Silbermedaille bei den Commonwealth Games im australischen Gold Coast hinter Levern Spencer aus St. Lucia. Im August gelangte sie bei den Europameisterschaften in Berlin mit 1,91 m auf den siebten Platz und 2019 wurde sie bei den Halleneuropameisterschaften in Glasgow mit derselben Höhe Neunte. Anschließend erreichte sie bei den U23-Europameisterschaften in Gävle mit 1,85 m Rang sechs und schied bei den Weltmeisterschaften in Doha mit 1,85 m in der Qualifikation aus. 2021 verpasste sie bei den Halleneuropameisterschaften in Toruń mit 1,87 m den Finaleinzug, wurde Ende Mai mit 1,88 m Dritte beim British Grand Prix und erreichte im August bei den Olympischen Sommerspielen in Tokio das Finale, konnte dort aber wegen einer Fußverletzung nicht an den Start gehen. 
2022 wurde sie bei den Commonwealth Games in Birmingham mit 1,92 m Vierte und anschließend gelangte sie bei den Europameisterschaften in München mit 1,90 m auf den siebten Platz. Im Jahr darauf wurde sie bei den Halleneuropameisterschaften in Istanbul mit 1,86 m ebenfalls Siebte. Im August belegte sie bei den Weltmeisterschaften in Budapest mit 1,97 m im Finale den vierten Platz. 2024 gelangte sie bei den Hallenweltmeisterschaften in Glasgow mit 1,92 m auf den sechsten Platz und im Juni wurde sie bei den Europameisterschaften in Rom mit 1,90 m Sechste, ehe sie bei den Olympischen Sommerspielen in Paris mit 1,88 m den Finaleinzug verpasste. Im Jahr darauf gelangte sie bei den Halleneuropameisterschaften in Apeldoorn mit 1,92 m auf Rang fünf.
In den Jahren von 2016 bis 2024 wurde Lake britische Meisterin im Hochsprung im Freien sowie von 2016 bis 2019 und von 2023 bis 2025 auch in der Halle.

## Persönliche Bestleistungen
- Hochsprung: 1,99 m, 4. Februar 2023 in Hustopeče (britischer Rekord)
- Siebenkampf: 6148 Punkte, 23. Juli 2014 in Eugene
  - Fünfkampf (Halle): 4527 Punkte, 6. März 2015, Prag